# Campeonato sanmarinense 2015-16
El Campeonato sanmarinense de fútbol 2015-16 fue la 31.ª edición de la competición. En ella participaron los 15 equipos sanmarinenses, divididos en dos zonas de las cuales van a clasificar a la siguiente fase los 3 mejores ubicados en la tabla de cada grupo. La temporada comenzó el 11 de septiembre de 2015 y finalizó el 26 de mayo de 2016.
El campeón tiene derecho a jugar la Liga de Campeones, partiendo de la primera ronda previa. El subcampeón se clasifica a la Liga Europea, y parte también de la primera fase de clasificación. SP Tre Penne conquistó su tercer título en la competición. 
Un tercer cupo para la Liga Europea será asignado al campeón de la Copa de San Marino

## Equipos participantes

### Equipos por Castello
| Municipio      | N.º | Equipos                                             |
| -------------- | --- | --------------------------------------------------- |
| Serravalle     | 4   | Juvenes/Dogana Tre Penne Cosmos SS Folgore/Falciano |
| Borgo Maggiore | 3   | Libertas Cailungo San Giovanni                      |
| Fiorentino     | 2   | Fiorentino Tre Fiori                                |
| Acquaviva      | 1   | Virtus                                              |
| Chiesanuova    | 1   | Pennarossa                                          |
| Domagnano      | 1   | Domagnano                                           |
| Faetano        | 1   | Faetano                                             |
| Montegiardino  | 1   | La Fiorita                                          |
| San Marino     | 1   | SS Murata                                           |

## Fase Regular

### Grupo A
Actualizado el  3 de mayo de 2016.
| Pos. | Equipo         | PJ | V  | E | D  | GF | GC | DG  | Pts. |
| ---- | -------------- | -- | -- | - | -- | -- | -- | --- | ---- |
| 1º   | La Fiorita     | 21 | 13 | 2 | 6  | 56 | 25 | +31 | 41   |
| 2º   | Pennarossa     | 21 | 9  | 8 | 4  | 32 | 20 | +12 | 35   |
| 3º   | Juvenes/Dogana | 21 | 9  | 4 | 8  | 34 | 27 | +7  | 31   |
| 4º   | Libertas       | 21 | 7  | 6 | 8  | 23 | 26 | -3  | 27   |
| 5º   | Cosmos         | 21 | 3  | 8 | 10 | 25 | 37 | -12 | 17   |
| 6º   | Cailungo       | 21 | 4  | 4 | 13 | 19 | 50 | -31 | 16   |
| 7º   | Faetano        | 21 | 3  | 6 | 12 | 18 | 35 | -17 | 15   |
| 8º   | San Giovanni   | 21 | 1  | 3 | 17 | 13 | 63 | -50 | 6    |

|  | Clasificado a los Play-Offs |

### Grupo B
Actualizado el  3 de mayo de 2016.
| Pos. | Equipo              | PJ | V  | E | D  | GF | GC | DG  | Pts. |
| ---- | ------------------- | -- | -- | - | -- | -- | -- | --- | ---- |
| 1º   | Tre Penne           | 20 | 15 | 3 | 2  | 50 | 14 | +36 | 48   |
| 2º   | Tre Fiori           | 20 | 13 | 1 | 6  | 37 | 27 | +10 | 40   |
| 3º   | SS Folgore/Falciano | 20 | 12 | 3 | 5  | 44 | 25 | +19 | 39   |
| 4º   | Fiorentino          | 20 | 11 | 2 | 7  | 30 | 24 | +6  | 35   |
| 5º   | Domagnano           | 20 | 9  | 3 | 8  | 33 | 32 | +1  | 30   |
| 6º   | Virtus              | 20 | 8  | 4 | 8  | 37 | 36 | +1  | 28   |
| 7º   | SS Murata           | 20 | 7  | 3 | 10 | 35 | 45 | -10 | 24   |

|  | Clasificado a los Play-Offs |

## Play-Offs
Los Play-Off son el sistema de eliminación directa mediante el cual se define el título en el campeonato sanmarinense de Fútbol.

### Primera ronda
| 4 de mayo de 2016 - Partido 1 | Tre Fiori | 1 - 0   | Juvenes/Dogana | Campo di Fiorentino, Fiorentino |  |
|                               |           | Reporte |                |                                 |  |

| 4 de mayo de 2016 - Partido 2 | Pennarossa | 0 - 3   | SS Folgore/Falciano | Stadio Fonte Dell'Ovo, Chiesanuova |  |
|                               |            | Reporte |                     |                                    |  |

### Segunda ronda
| 7 de mayo de 2016 - Partido 3 | Tre Fiori | 2 - 3   | SS Folgore/Falciano | Campo sportivo di Fiorentino, Fiorentino |  |
|                               |           | Reporte |                     |                                          |  |

| 9 de mayo de 2016 - Partido 4 | Juvenes/Dogana | 2 - 2 (7 - 6 p.) | Pennarossa | Campo sportivo di Fonte dell'Ovo, San Marino |  |
|                               |                | Reporte          |            |                                              |  |

### Tercera ronda
| 10 de mayo de 2016 - Partido 5 | La Fiorita | 1 - 2   | Tre Penne | Campo Sportivo di Fiorentino, Montegiardino |  |
|                                |            | Reporte |           |                                             |  |

| 13 de mayo de 2016 - Partido 6 | Tre Fiori | 0 - 1   | Juvenes/Dogana | Campo sportivo di Fonte dell'Ovo, San Marino |  |
|                                |           | Reporte |                |                                              |  |

### Cuarta Ronda
| 16 de mayo - Partido 7 | Tre Penne | 1 - 1 (3 - 0 p.) | SS Folgore/Falciano | Campo sportivo di Fonte dell'Ovo, San Marino |  |
|                        |           | Reporte          |                     |                                              |  |

| 17 de mayo- Partido 8 | La Fiorita | 3 - 0   | Juvenes/Dogana | Campo sportivo di Fonte dell'Ovo, San Marino |  |
|                       |            | Reporte |                |                                              |  |

### Semifinal
| 21 de mayo- Partido 9 | SS Folgore/Falciano | 1 - 2   | La Fiorita | Campo sportivo di Fonte dell'Ovo, San Marino |  |
| |                     | Reporte |            |                                              |  |
| La Fiorita avanza a la Final. SS Folgore/Falciano queda eliminado y clasifica a la primera ronda de clasificación de la Liga Europa de la UEFA 2016-17 |                     |         |            |                                              |  |

### Final
| 26 de mayo | Tre Penne | 3 - 1   | La Fiorita | Estadio Olímpico, Serravalle |  |
| |           | Reporte |            |                              |  |
| Tre Penne campeona y se clasifica a la primera ronda de clasificación de la Liga de Campeones de la UEFA 2016-17. La Fiorita es subcampeón y se clasifica a la primera ronda de clasificación de la Liga Europa de la UEFA 2016-17 |           |         |            |                              |  |

## Goleadores
| Posición | Jugador              | Club       | Goles |
| -------- | -------------------- | ---------- | ----- |
| 1        | Marco Martin         | La Fiorita | 20    |
| 2        | Carlo Chiarabini     | Domagnano  | 16    |
| 3        | Daniele Ferri        | Tre Fiori  | 15    |
|          | Daniele Friguglietti | Tre Penne  | 15    |